# Zé Dantas

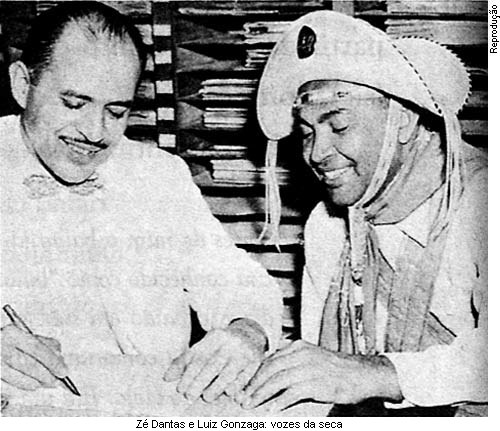
Zé Dantas e Luiz Gonzaga

José de Sousa Dantas Filho, mais conhecido como Zé Dantas (Carnaíba, 27 de fevereiro de 1921 – Rio de Janeiro, 11 de março de 1962), foi um compositor, poeta e folclorista brasileiro. Na voz de Luiz Gonzaga, suas canções alcançaram as paradas de sucesso da época, retratando em suas letras os costumes do povo nordestino, as tradições culturais e o cotidiano de um pedaço do país esquecido pelo poder público.

## Biografia
Zé Dantas nasceu em Carnaíba, cidade do sertão pernambucano. Mas cedo sua família foi morar no Recife. Contribuiu com crônicas sobre folclore para a Revista Formação, do Colégio Americano Batista. Formou-se em Medicina em 1949.
Mesmo sem tocar nenhum instrumento, já compunha músicas usando uma caixa-de-fósforos como acompanhamento. Era um cronista dos costumes do sertanejo e muito de suas canções tinham um toque irreverente. Seu encontro com Luiz Gonzaga deu-se em 1947. Gonzaga estava hospedado no Grande Hotel do Recife para uma temporada de apresentações. Zé Dantas foi até lá e apresentou várias de suas canções, tais como "Acauã", "Vem morena", "A volta da asa branca" e "Forró de Mané Vito". Diz-se que de início Zé Dantas pediu para que Luiz Gonzaga gravasse as músicas sem incluir o seu nome, pois seu interesse maior era divulgar as canções e não queria constranger a família ao saber que ele, um médico formado, estava envolvido com cultura e vida boemia.
A partir do ano seguinte, Gonzaga emplacou uma série de composições de Dantas que se tornaram clássicos do cancioneiro nordestino. Passou desde então a acompanhá-lo nas gravações, além de organizar shows e apresentações.
No início dos anos 50 apresentou um programa na Rádio Jornal de Recife. Mas no mesmo ano mudou-se para o Rio de Janeiro (cidade) para se especializar em obstetrícia. Chegou a trabalhar como diretor do Hospital dos Servidores do Rio de Janeiro.
Outros grupos e cantores famosos também se serviram de canções suas.
Sua saúde começou a piorar quando em fevereiro de 1961 sofreu um acidente e rompeu o ligamento do pé. Para aliviar as dores tomava cortisona em doses cada vez maiores. O uso exagerado desse medicamento acabou comprometendo o fígado, que o levaria a morte no ano seguinte.
É avô da cantora Marina Elali.